# Panelus deuvei
Panelus deuvei är en skalbaggsart som beskrevs av Renaud Maurice Adrien Paulian 1992. Panelus deuvei ingår i släktet Panelus och familjen bladhorningar. Inga underarter finns listade i Catalogue of Life.